# Дамабаши
Дамаба́ши (рос. Дамабаши) — гірська вершина у північно-східній частині Великого Кавказу. Знаходиться на території Росії (південний Дагестан).